# Exitianus quadratulus
Exitianus quadratulus är en insektsart som beskrevs av Henry Fairfield Osborn 1923. Exitianus quadratulus ingår i släktet Exitianus och familjen dvärgstritar. Inga underarter finns listade i Catalogue of Life.